# 反西方情绪

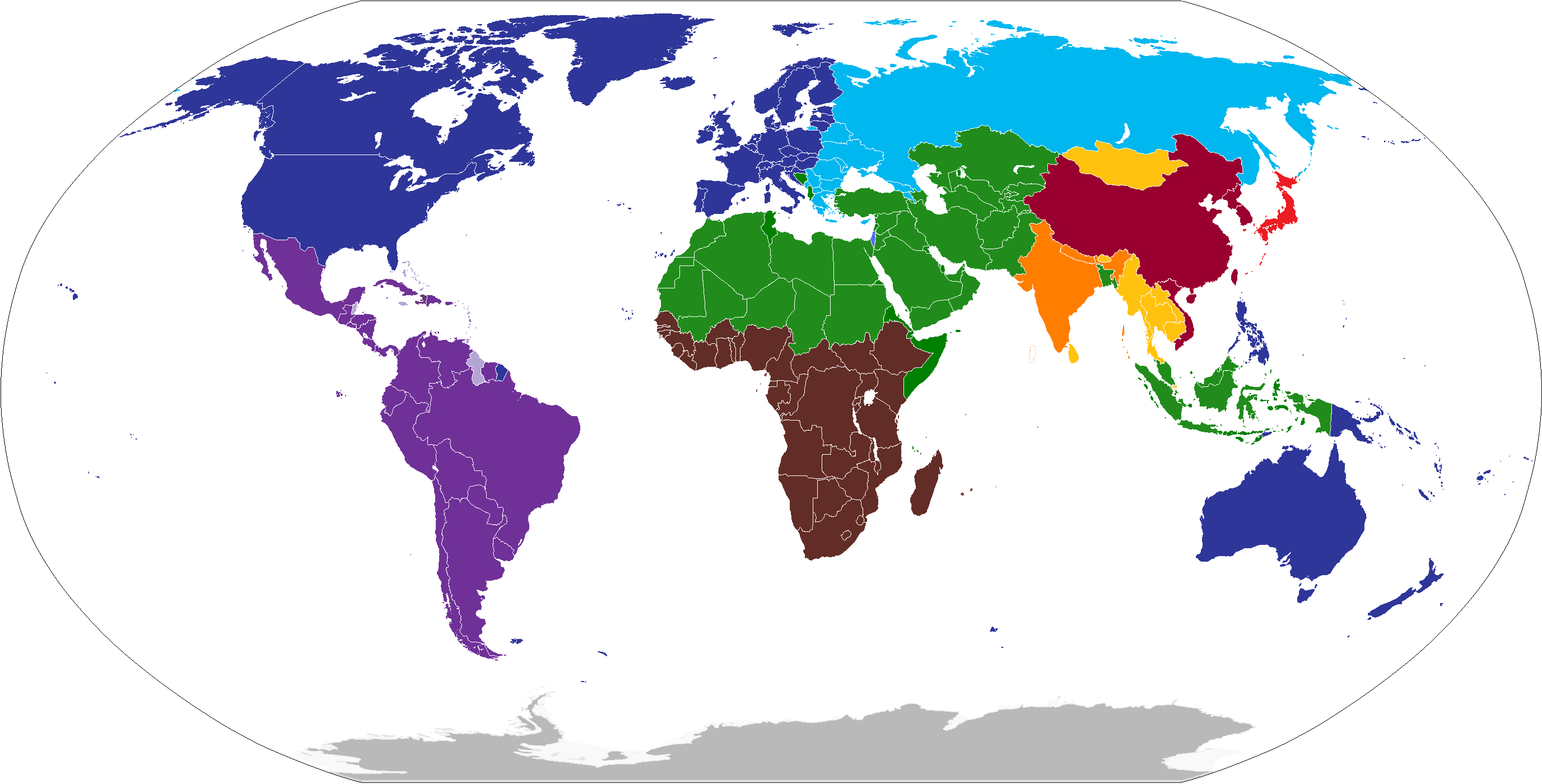
亨廷顿的文明冲突论認為，冷战後，西方與其他文明之間的文化差異將是衝突的主要來源。

反西方情緒（Anti-Western sentiment），又称反大西洋主義（Anti-Atlanticism）或西方恐懼症（Westernophobia），是指對西方世界的人民、文化或政策的廣泛反對、偏見或敵意。
反西方情绪在全世界都存在，它往往源于反帝国主义和西方列强过去殖民行为的批评。在非洲，帕特里斯·卢蒙巴和蒙博托·塞塞·塞科等人将刚果地区的帝国主义归咎于西方。在埃塞俄比亚，提格雷战争期间对国内政治和冲突解决的不满导致了反西方情绪。在中东，泛阿拉伯主义和伊斯兰主义助长了反西方态度。基地组织和伊斯兰国等圣战组织将西方国家视为恐怖主义目标，因为西方国家被认为是对伊斯兰教的侮辱和对穆斯林国家的军事干预。许多拉美国家因历史上美国和欧洲的干预而受到批评。自20世纪90年代以来，亚洲的反西方情绪不断高涨，尤其是在中国。诸如“百年屈辱”之类的历史恩怨，加剧了人们对西方动机的怀疑。中国共产党的“爱国主义教育运动”强化了这种情绪，特别是在年轻一代中。在俄罗斯，反西方情绪得到了许多人的支持。俄罗斯领导人传统上拒绝西方自由主义，他们认为西方自由主义对俄罗斯在该地区的霸权构成威胁。
这种现象常常因当代事件而加剧。近几十年来，伊拉克战争、对以色列的支持以及对伊朗等国家的制裁等因素助长了反西方情绪。

## 简介
在許多現代案例中，反帝國主義助長了反西方情緒，特別是針對“被認為犯有過去和現在的殖民罪行”的國家，例如德國、英國和荷蘭。許多國家都出現了反西方情緒，包括西方——尤其是歐洲國家。穆斯林世界也存在針對歐洲人和美國人的廣泛反西方情緒。反美情緒源於美國對以色列的支持、2003年入侵伊拉克以及對伊朗的多次製裁。
亨廷顿認為，冷戰結束後，圍繞經濟意識形態的國際衝突將被圍繞文化差異的衝突所取代。他在“文明衝突”一文中認為，經濟和政治區域主義將越來越多地將非西方國家轉向與具有共同價值觀的國家進行地緣政治接觸。他認為，穆斯林人口的增長與伊斯蘭狂熱的增長同時導致了對西方化的拒絕。

## 非洲
刚果民主共和国：剛果獨立領袖帕特里斯·盧蒙巴將帝國主義歸咎於西方世界。1960年他“發表講話，毫不含糊地表明聯合國及其秘書長、美國和西方列強都是腐敗實體。”在剛果危機期間，盧蒙巴受到蘇聯的支持，這促成了他被西方支持的蒙博托·塞塞·塞科推翻和處決。當蒙博托成為剛果領導人後，他將國家重新命名為扎伊爾，並製定了“纯洁性”（Authenticité）或“扎伊尔化”（Zaireanization）的國家政策，旨在消除該國的所有西方文化影響。2001年，剛果總統洛朗·卡比拉被暗殺後，剛果的反西方情緒高漲，許多剛果公民將他的死歸咎於西方世界。
 埃塞俄比亚：在提格雷戰爭期間，由於對內部政治壓力的不滿和對解決衝突的要求，埃塞俄比亞廣泛表達了反西方情緒。2021年，在亞的斯亞貝巴舉行了親政府集會，以抗議譴責“西方干預”和美國經濟和安全援助制裁的國際壓力。抗議者還揮舞橫幅支持有爭議的埃塞俄比亞復興大壩項目。
 ：加納第一任總統夸梅·恩克魯瑪持有堅定的反西方立場，並將非洲的許多困難歸咎於美國。
 尼日利亚：在尼日利亞東北部，伊斯蘭恐怖組織博科聖地的名稱翻譯為“禁止西方教育”或“禁止西方文明”。
 津巴布韦：津巴布韋前總統羅伯特·穆加貝在演講中使用反西方言論，並實施了從歐洲白人農民手中奪取農田的政策。

## 亚洲
中华人民共和国：自1990年代初以來，中國大陸的反西方情緒一直在增加，尤其是在中國年輕人中。引起強烈反西方反彈的值得注意的事件包括1999年北約轟炸中國駐貝爾格萊德大使館、2008 年奧運會火炬傳遞期間的示威活動 以及據稱“西方媒體的偏見”，尤其是與2008年西藏騷亂有關的报道。雖然現有的民意調查顯示，中國人對美國持積極態度，但人們仍然懷疑西方對中國的動機主要源於歷史經驗，特別是“百年國恥”。中國共產黨在1989年六四事件后发动的愛國主義教育運動加劇了对西方的懷疑。儘管中國的千禧一代對政治基本上漠不關心，但自70年代末中國經濟改革以來，中國Z世代對西方和“西方價值觀”的看法空前低落，集中在科技公司、反東亞種族主義、反華宣傳、對中國內政施壓等問題。在多倫多大學於2020年4月進行的一項研究中，每5個30歲以下的中國人中就有4個表示他們不信任美國人。
 日本：在日本现代思想史上，有一段批評“西方”的传统。日本右翼团体也对美军驻日、日本二战期间被核炸不满。
 印度：儘管民意調查顯示今日印度對西方國家持積極態度，但由於印度獨立運動，反西方情緒在二十世紀初的印度很普遍。
 新加坡：新加坡前總理李光耀認為，中國、東帝汶、印度尼西亞、日本、韓國、馬來西亞、菲律賓、新加坡和越南等東亞和东南亚國家應該以“亞洲價值觀”為基礎。換句話說，像亞洲四小龍這樣的國家應該追求西方式的生活水平，而不接受自由民主的社會制度和原則。
 :从历史上看，韩国的反西方情绪与该地区反对基督教传教活动有关，尤其是东学运动。这与美韩关系偶尔出现的困难有关。
在大韩民国的早期阶段，反西方情绪如此极端。它仅限于极少数根据国家安全法（1948）面临逮捕和监禁的人。李承晚政府在很大程度上利用《国家安全法》为其极右翼权力基础赢得支持。它的使用还确保了反美主义仍然是随时可能被捕的极端分子的保留地。实际上，这意味着反美主义仍然紧密地交织在一起。它一直与反马克思列宁主义联系在一起，直到民主化运动开始。

## 伊斯兰
伊斯兰主义：與政治薩拉菲派一起，聖戰分子（也稱為薩拉菲派聖戰分子）將基督教歐洲視為異教徒（Dar al-Kufr）居住的土地。對於聖戰分子來說，基督教歐洲是武裝聖戰例如戰爭行為或恐怖襲擊的合理目標。聖戰分子將這些土地稱為Dar al-Harb（戰爭之地）。聖戰分子本身以兩種突出的方式激發他們的攻擊：抵制西方/基督教對穆斯林國家的軍事干預，並阻止對伊斯蘭教的侮辱，例如穆罕默德漫畫。在他們對西方的批判中，伊斯蘭主義者引用了亚历克西·卡雷尔、奧斯瓦爾德·斯賓格勒、阿诺尔德·J·汤因比和阿瑟·库斯勒等西方思想家。恐怖組織基地組織和伊斯蘭國都是反西方的。他們知名于在包括俄羅斯在內的西方國家宣揚恐怖主義。
 土耳其：在奧斯曼帝國時期，土耳其的反西方主義的傳統發展了起來。

## 俄罗斯
俄羅斯的反西方情緒可以追溯到19世紀西方主義者和斯拉夫主義者之間的思想辯論。雖然前者認為俄羅斯是一個落後的西方國家，但後者完全拒絕了這些說法，並認為西方基督教世界是“腐朽的”。在俄羅斯亞歷山大三世統治時期，一位重要的反西方人物是康斯坦丁·波別多諾采夫，他原先是自由主義者，最終放棄並徹底批評了自己以前的觀點。蘇聯時期，“西方”最終成為“資本主義世界”的代名詞，從而出現了著名的宣傳陳詞濫調“西方的腐敗影響”。冷戰後，俄羅斯聯邦的一些政客支持明確宣揚俄羅斯東正教傳統主義和拒絕西方自由主義。一些極端民族主義的政客，如已故的弗拉基米爾·日里諾夫斯基，表達了最強烈的反西方情緒。
俄罗斯总统弗拉基米爾·普京在國內外的社會、文化和政治事務上都推行了明確的保守主义政策。普京抨擊全球主義和新自由主義，並推動新智囊團強調俄羅斯民族主義、恢復俄羅斯的歷史辉煌，以及系統地反對自由主義思想和政策。在這場文化運動中，普京與俄羅斯東正教教會密切合作。莫斯科宗主教基里爾是教會的領袖，他在2012年支持普京當選，稱普京就像“上帝的奇蹟。”眾所周知，俄羅斯東正教教會舉辦促進民族主義和反西方的團體。俄羅斯政府限制了一些自由派非政府組織的外國資助。前蘇聯的親俄活動家經常將西方等同於同性戀和同性戀議程。2013年俄羅斯的《同性戀宣傳法》受到俄羅斯民族主義和宗教政治人物的歡迎，作為抵禦西方影響的堡壘。《亚罗娃亚法》禁止宗教少數派傳福音，禁止總部設在美國的耶和華見證人。塞繆爾·P·亨廷頓在《文明的衝突》中將俄羅斯和其他東正教歐洲國家歸類為與西方文明不同的文明。

## 拉丁美洲
拉丁美洲也存在反西方情緒，特別是在人口主要由美洲原住民組成的國家，如玻利維亞、危地馬拉或秘魯。另一方面，在阿根廷、巴西、智利和烏拉圭等國家，歐洲人的人口比例更高。因此，有許多拉美人認同西方人，因此反西方的話語並不像其他地區那樣突出。然而，這並不是說沒有反西方的話語。事實上，在有民族主義和民粹主義領導人或運動的國家，甚至在古巴、墨西哥或委內瑞拉的左翼政黨中也能找到。近年來，拉丁美洲國家越來越遠離美國和歐洲.
反美反歐情緒與歐美對拉美的政治干預歷史有關。拉美地區許多人對美國支持冷戰時期的政變和右翼反共獨裁提出尖銳批評。大多數拉丁美洲國家往往更加區域化，側重於內部合作，隨之而來的是對全球化的顯著不信任。南方共同市場、南美洲进步论坛和南美洲国家联盟等拉丁美洲組織是代表拉丁美洲外交政策這一方面的強大團體。